# 바이블 코드
바이블 코드(Bible code)는 마이클 드로스닌의 책 제목이면서, 그의 주장이다. 즉 히브리 성서의 행과 열을 잘 맞추어서 쓰면, 이를 특정한 방향으로 읽을 때 미래의 예언을 알 수 있다는 것이다. 드로스닌은 이츠하크 라빈의 피살,9.11 테러, 클린턴의 스캔들 등이 성서에 들어있었다고 한다.
바이블 코드에는 인간의 기원에 대한 한가지 주장이 나타난다.바이블 코드는 인간의 유전자가 외계의 누군가에 의해서 의도적으로 지구에 "파종"되었다고 주장하는데,이 의견은 최초로 인간 DNA의 이중나선 구조를 발견하여 노벨상을 수상한 프랜시스 크릭의 이론과도 일맥상통한다.크릭 역시 인간은 지구가 아닌 다른 곳에서 기원한다는 외계기원설을 주장했다.이는 브라이언 드 팔마 감독의 영화 미션 투 마스와 유사하기도 하다.
드로스닌은 바이블 코드에서 인류의 유명한 학자들의 생년월일과 행적등을 찾았으며,일련의 정확성들을 의심한 CIA의 암호 전문가가 자신이 설계한 프로그램으로 바이블 코드를 풀어보려고 시도해 보았을때도 같은 답을 얻었다.

## 일정한 간격으로 읽기
가로, 세로, 대각선으로 읽을 수도 있고, 일반적으로는 일정한 간격으로 글자를 읽을 수 있다.

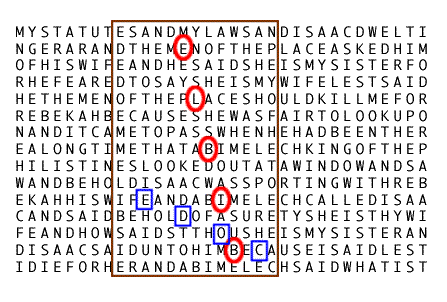
창세기 26장 5절에서 10절을 33열로 정렬하면 나오는 코드들.

한가지 놀라운 사실은, 바이블 코드는 컴퓨터가 없으면 풀어낼 수가 없게 설계되어 있다는 점이다. 컴퓨터로 바이블 코드를 풀어내게 된다는 사실은 성서 자체에 암호화되어 있었으며, 비슷한 문제를 뉴턴과 같은 석학들도 고민했다. 바이블 코드는 인간 유전자의 형태와 동일한 이중나선형으로 숨겨져 있으며, 이를 제대로 보기 위해선 평면인 코드를 3차원인 원통형으로 말아서 보아야 한다.

## 비판
예언에 해당하는 바이블 코드를 읽는 방법이 자의적이다. 행과 열을 맞추어 가로, 세로 심지어는 대각선으로 읽어야 하는데, 이렇게 읽어도 하나의 완성된 문장이 되지 않는 경우가 많으며, 꼭 정확한 단어가 아닌 비슷한 단어가 되는 경우가 많다. 한 연구팀은 허먼 멜빌의 모비 딕을 그런 식으로 읽으면 다이아나 황태자비의 죽음을 예언한 것을 읽을 수 있다는 발표를 했다. 물론 이는 이러한 자의적인 해석을 비꼬는 연구 결과이다.
드로스닌 자신의 저서 바이블 코드2에서,자신과 이스라엘인 과학자 엘리야후 립스 박사가 바이블 코드를 연구한 결과 최후의 날 전쟁은 이스라엘과 팔레스타인 간의 전쟁이 그 원인이라고 주장하였는데, 야세르 아라파트, [조지 부시], 아리엘 샤론이 관련된 그의 예언은 아라파트가 사망하면서 빗나갔다.또한 그는 아라파트가 저격당해 사망한다고 예언했으나 아라파트는 병사했다.
드로스닌은 자신의 저서에서, 바이블 코드는 절대적인 예언이 아닌 가능성의 제시라고 주장한다.즉 석판에 새겨놓은 것처럼 그대로 일어날 일이 아닌, 모종의 변수에 의해 바뀔 수 있는 미래의 한 단면이라는 것이다.이는 일반적인 예언들과는 다른 성격중 하나다.

## 같이 보기
- 의사 과학
- 히브리어 성서
- 카발라